# Daniel Libeskind

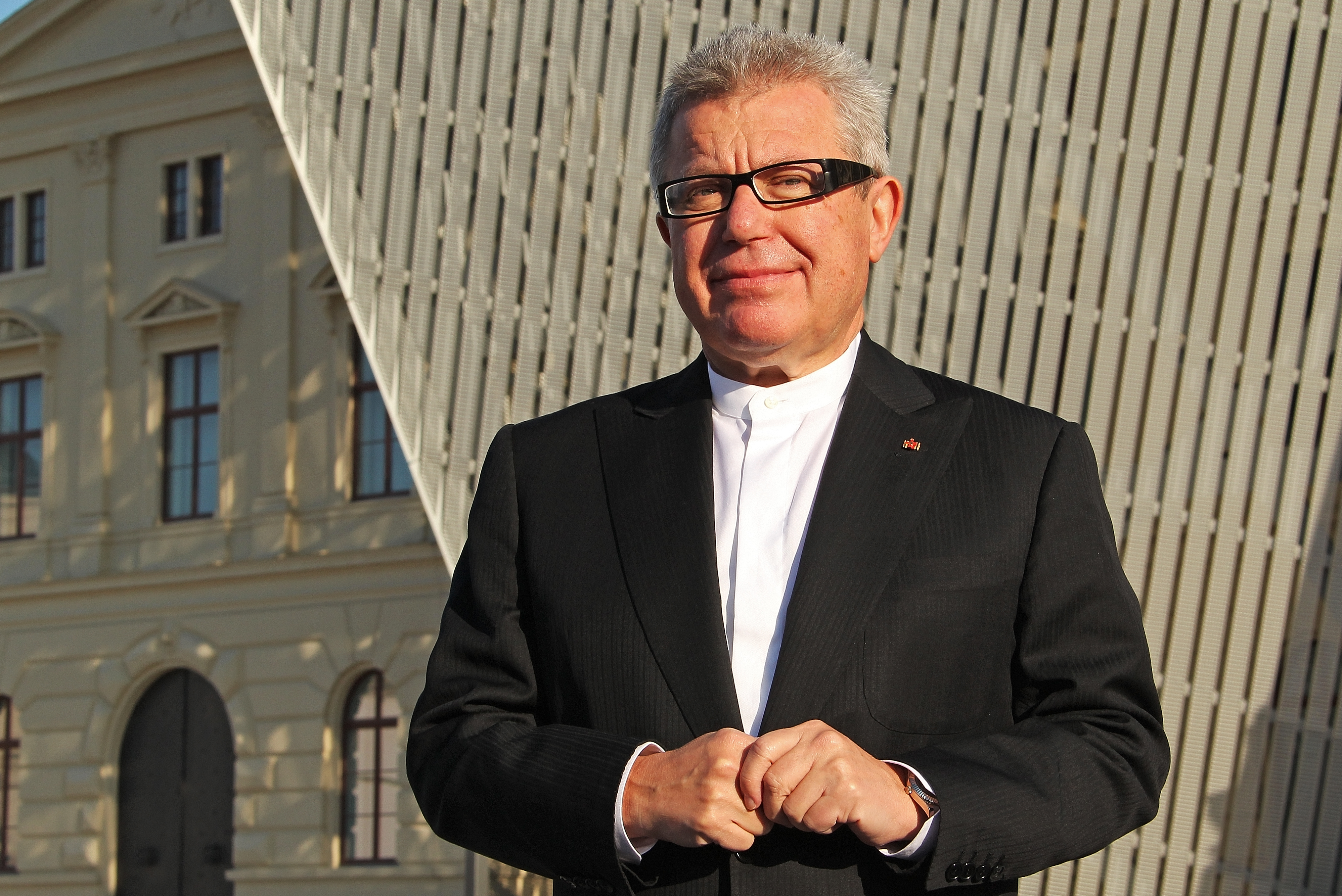
Daniel Libeskind vor dem durch ihn umgestalteten Militärhistorischen Museum der Bundeswehr in Dresden (2011)

Daniel Libeskind (* 12. Mai 1946 in Łódź, Polen) ist ein US-amerikanischer Architekt und Stadtplaner polnischer  Herkunft. Er ist bekannt für seinen multidisziplinären Ansatz in der Architektur. Zu seinen Hauptwerken gehören größere kulturelle Einrichtungen wie das Jüdische Museum Berlin, das Felix-Nussbaum-Haus in Osnabrück, das Denver Art Museum und das Imperial War Museum North in Manchester, aber auch Landschafts- und Stadtplanungen sowie Entwürfe von Ausstellungen, Bühnenbildern und Installationen.
Im Sommer 2002 entwarf er für Saint François d’Assise von Olivier Messiaen an der Deutschen Oper in Berlin das Bühnenbild. Die ersten Pläne für das am 3. November 2014 eröffnete One World Trade Center in New York wurden von ihm gefertigt, da sich diese jedoch nicht mit der komplexen Interessenlage der Beteiligten vereinbaren ließen, wurde die Aufgabe schließlich an David Childs weitergegeben und Libeskinds Rolle auf die eines Beraters in der Gesamtplanung beschränkt. Im Jahr 2014 wurde nach seinem Entwurf ein Neubau im Kö-Bogen in Düsseldorf fertiggestellt.
Im November 2024 präsentierte Libeskind den Entwurf für das Albert Einstein Discovery Center in Ulm, dem Geburtsort von Albert Einstein. Baubeginn des Wissenschafts- und Erlebniszentrums soll 2032 sein. In Sachen Einstein hat Libeskind ebenfalls das Einstein-House in Jerusalem geplant.
2023 erhielt Libeskind den 14. Dresden-Preis für seine „Kultur des Mahnens und Erinnerns“.

## Leben

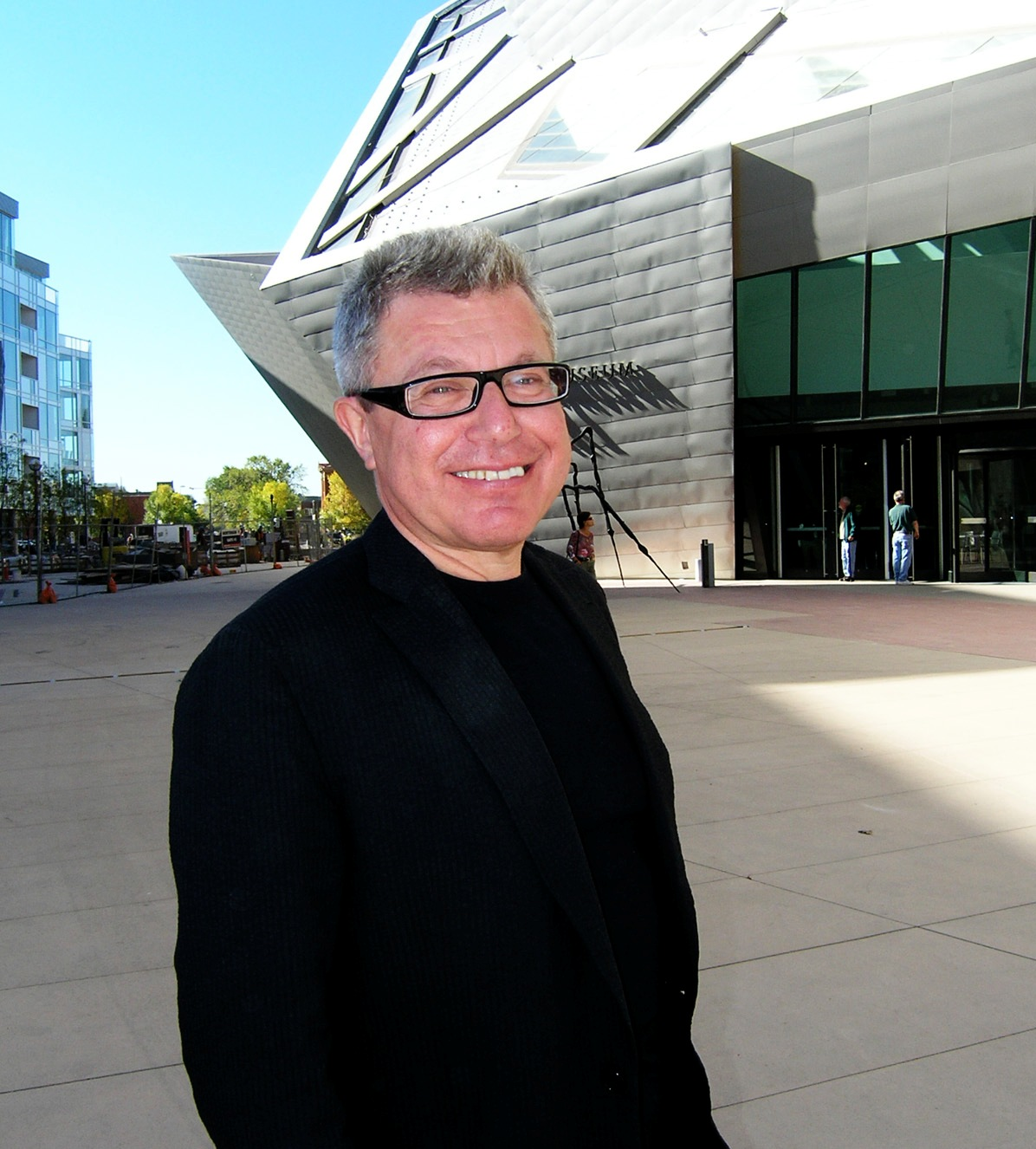
Daniel Libeskind vor seiner Erweiterung des Denver Art Museum (2006)

Libeskind wurde am 12. Mai 1946 in Łódź (Polen) geboren. 1957 emigrierten die Eltern nach Israel. Libeskind siedelte mit seiner Familie 1960 in die USA über und nahm 1965 die amerikanische Staatsbürgerschaft an. Seine Mutter war eine politische Radikale, eine Sozialistin und Zionistin. In den USA lebten sie in der Bronx in einer Genossenschaftswohnung. Er studierte Musik in Israel und in New York und war als professioneller Musiker tätig, da er bereits als Kind eine Art Wunderkind am Akkordeon war.
Später wechselte er von der Musik zur Architektur. 1970 schloss er das Studium an der Cooper Union for the Advancement of Science and Art in New York City und 1972 ein Master-Studium in Architekturgeschichte und -theorie an der School of Comparative Studies an der University of Essex ab. Von 1978 bis 1985 war Libeskind Dekan der Architekturfakultät der Cranbrook Academy of Art in Bloomfield Hills, Michigan. Er erhielt zahlreiche Ehrendoktorwürden, so 1997 von der Humboldt-Universität und 1999 von seiner ehemaligen Alma Mater, der University of Essex.
1989 zog er mit seiner Familie nach Berlin, wo er das Architekturbüro „Studio Daniel Libeskind“ gründete. Außerdem lehrte er als Professor an der Kunsthochschule Berlin-Weißensee. Nachdem er im Februar 2003 die Architekturausschreibung zum Neubau des World Trade Centers gewonnen hatte, verlegte er den Hauptsitz nach New York City, wo er auch heute lebt. Niederlassungen befinden sich in Zürich und Mailand.
Libeskind lehrte unter anderem an den Universitäten Yale, London, Zürich, St. Gallen, Graz, Berlin-Weißensee, Karlsruhe und Lüneburg. An der Leuphana Universität Lüneburg nahm Libeskind 2007 den Ruf auf die Professur „Architekturentwurf“ an und lehrt dort vor allem in der Startwoche sowie im Komplementärstudium.
2010 wurde Libeskind mit der Buber-Rosenzweig-Medaille ausgezeichnet: „Immer gelingt es Libeskind, durch die inspirierende Räumlichkeit seiner Arbeiten einen Dialog zwischen Architektur und Geschichte der Juden herzustellen, dem man sich nicht entziehen kann.“ (Deutscher Koordinierungsrat zur Verleihung)
Er und seine Frau Nina haben drei Kinder.

## Architektursprache

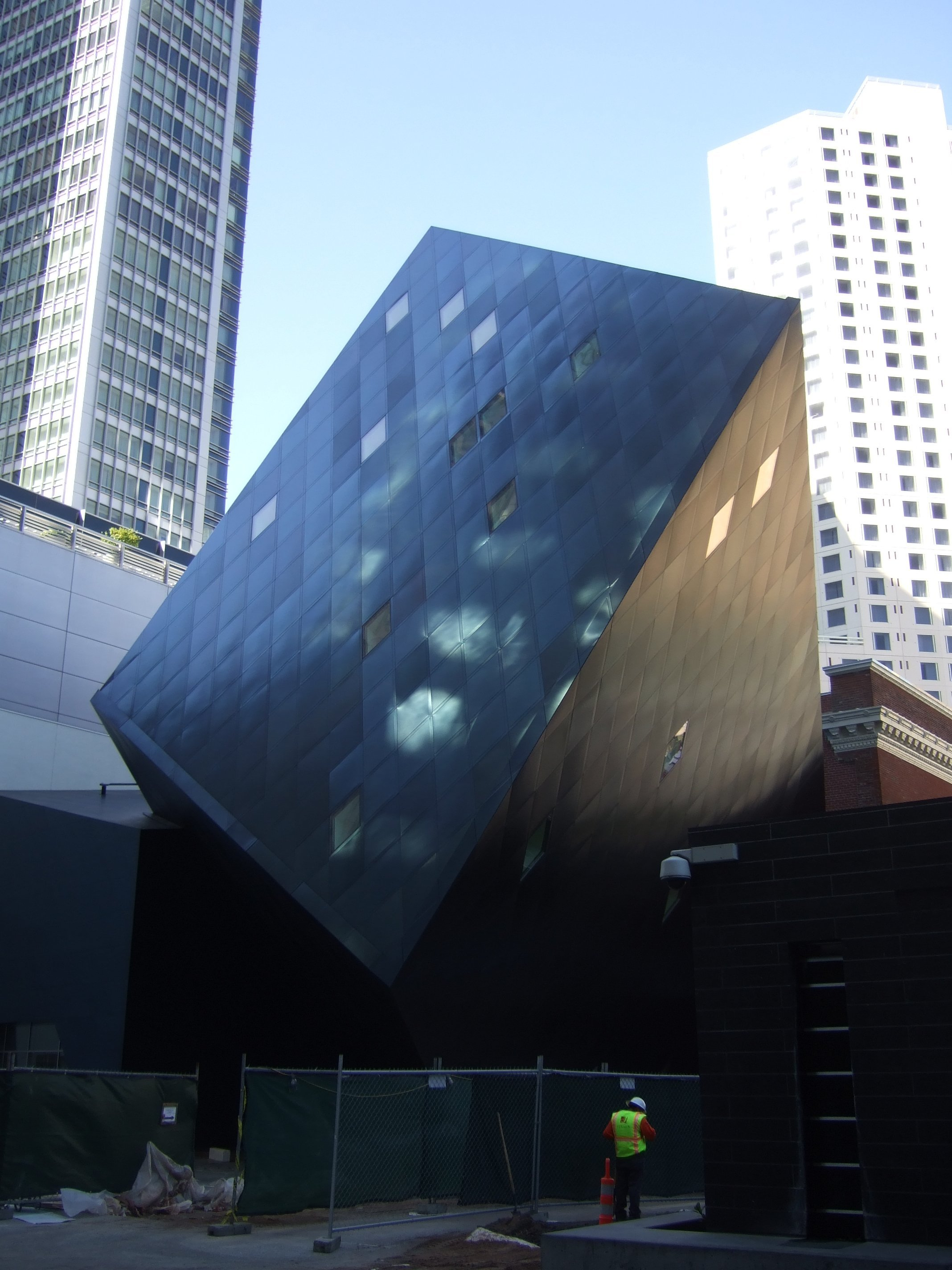
San Francisco Contemporary Jewish Museum

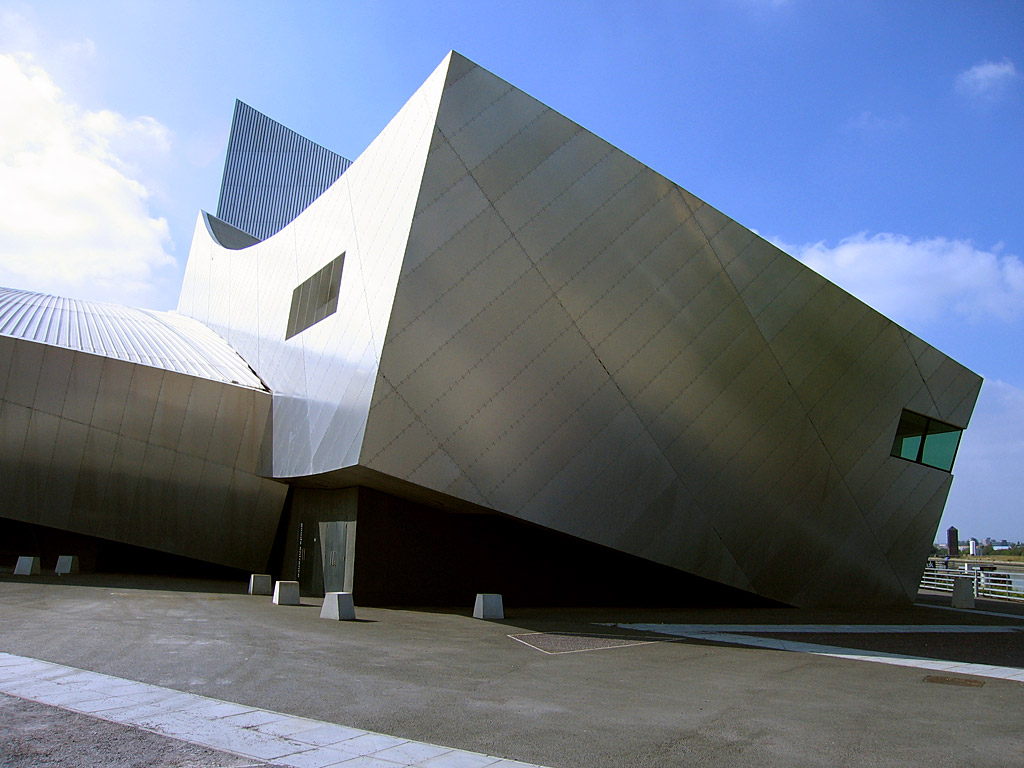
Imperial War Museum North in Manchester, Großbritannien

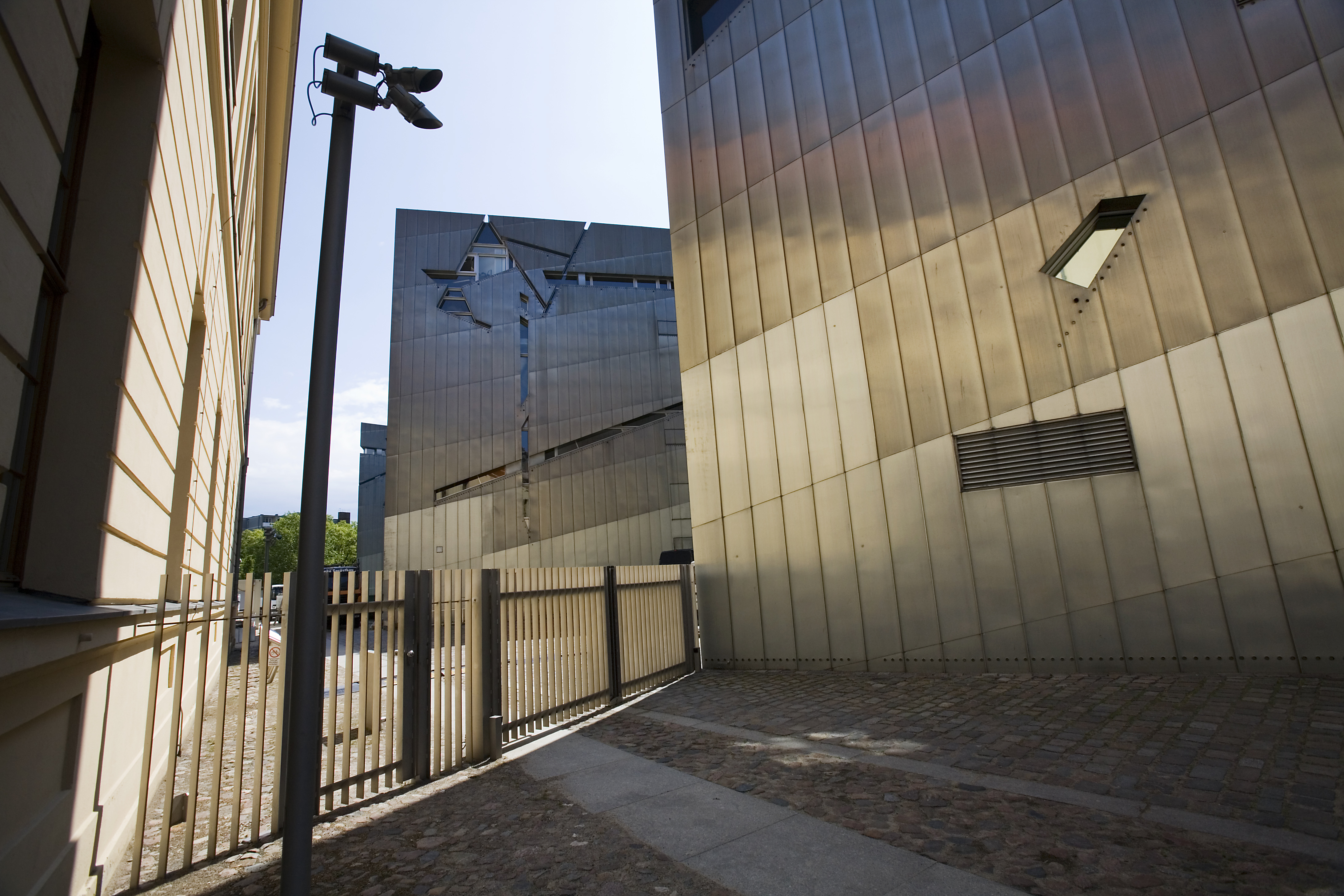
Jüdisches Museum in Berlin

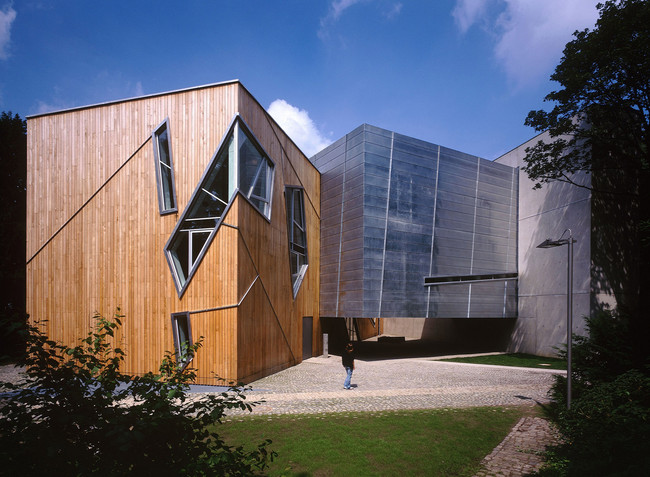
Felix-Nussbaum-Haus Osnabrück

Daniel Libeskinds Architektur ist geprägt durch eine erzählerische Formensprache. Er verwendet Elemente, die explizit auf außerarchitektonische Inhalte verweisen und dadurch semantisch eine andere Bedeutung erhalten. Beispiele hierfür sind etwa der „Holocaust-Turm“ im Jüdischen Museum Berlin oder die Höhe der von ihm projektierten Freedom Towers (heute One World Trade Center) als Hauptgebäude des neuen World Trade Centers, die – in amerikanischen Feet gemessen – dem Jahr der Unabhängigkeitserklärung der Vereinigten Staaten von Amerika 1776 entspricht.
Architekturzeichnungen Libeskinds sind häufig mit verbalen Verweisen übersät, die seine Projekte in einen anderen als den aus der Architektur selbst ersichtlichen Sinnzusammenhang stellen. Dieses Vorgehen führt auch immer wieder zu heftigen Kontroversen über seine Architektur. Einerseits wird Libeskind für sein komplexes Architekturverständnis gelobt, mit dem er der Architektur neue Ausdrucksmöglichkeiten erschließt. Andererseits ist er oft heftiger Kritik ausgesetzt. So wird ihm vorgeworfen, er überfrachte seine Projekte mit Theorien und unverständlicher Symbolik, die sich den Nutzern seiner Gebäude nicht erschließen. Der ambitionierte Anspruch und die gebaute Realität kämen dadurch nicht zur Deckung. Bei Führungen werden den Besuchern zum Teil Gebäudeteile wie der Garten des Exils oder der Holocaust-Turm erklärt. Libeskind wird häufig als Vertreter des Dekonstruktivismus bezeichnet, er selbst weist diese Typisierung jedoch zurück.

## Werke
- Holocaust Namenmonument in Amsterdam, das Nationale Holocaust-Mahnmal der Niederlande, eröffnet am 19. September 2021
- Verve, sieben Stadtvillen mit konvexen oder konkaven Kurven, 75 Luxuswohnungen, in Frankfurt am Main. In Umsetzung.[11][12]
- Leuphana Universität Lüneburg: Zentralgebäude mit Audimax[13] Eröffnet am 11. März 2017.[14]
- Sapphire, sein erstes Wohnhaus in Europa, in Berlin-Mitte gegenüber der BND-Zentrale, mit rund 70 Luxuswohnungen und einer Fassade aus Keramikfliesen mit Titanium-Beschichtung. 2017 fertiggestellt.[15][16][17]
- Hochhaus Zlota 44 in Warschau, 2016 fertiggestellt
- (The) Life Electric, Skulptur zu Ehren Alessandro Voltas in Como, 2015 eingeweiht.[18]
- Universität Mailand. Installation Future Flowers, New Color For Oikos im Rahmen des Salone del Mobile 2015.
- Kö-Bogen I, Düsseldorf, 2013 eröffnet
- Felix-Nussbaum-Haus, Osnabrück, Anbau eines Empfangsgebäudes. Fertiggestellt 2011.
- Reflections (Keppel Bay), ein Wohnblock mit Hochhaus und Flachbau-Villen in Singapur. Fertiggestellt 2011.
- Umbau des Hauptbaus des Militärhistorischen Museums der Bundeswehr in Dresden, seit Mitte 2004 bis zur Wiedereröffnung am 15. Oktober 2011.[19]
- Westside, ein Freizeit- und Einkaufszentrum in Bern (neues Brünnen-Quartier), Schweiz. Fertiggestellt 2008.
- Contemporary Jewish Museum, San Francisco, USA. Fertiggestellt 2008.
- The Ascent at Roebling’s Bridge, ein 22-stöckiges Wohngebäude in Covington, Kentucky. Eröffnet im März 2008.
- Michael Lee-Chin Crystal, Erweiterungsbau des Royal Ontario Museum in Toronto, Kanada. Fertiggestellt 2007.
- Frederic C. Hamilton Building, Erweiterungsbau des Denver Art Museum, USA. Fertiggestellt 2006.
- Maurice Wohl Convention Centre der Bar-Ilan-Universität, Ramat Gan. Fertiggestellt 2005.
- Innenausbau des Jüdischen Museums Kopenhagen in einem Zeughaus aus dem 17. Jahrhundert. Fertiggestellt 2004.
- London Metropolitan University in London, England. Das Graduiertenzentrum wurde im März 2004 fertiggestellt.
- Studio Weil, mit den Arbeits- und Ausstellungsräumen der Künstlerin Barbara Weil auf Mallorca, Spanien. Fertiggestellt 2003.
- Memory Foundations, Masterplan für die Neugestaltung der World Trade Center Site („Ground Zero“)
- Imperial War Museum North im Hafengelände von Manchester, 2001 fertiggestellt, entworfen als eine Ineinanderschichtung von Dächern mit der Assoziation eines zerbrochenen Globus und der Elemente Luft, Wasser, Erde, die zugleich Waffengattungen entsprechen.
- Jüdisches Museum Berlin, 1999 fertiggestellt. Das Untergeschoss spaltet sich in drei auseinanderstrebende „Achsen“: die „Achse der Kontinuität“, die „Achse des Exils“ und die „Achse des Holocaust“.
- Felix-Nussbaum-Haus, ein Museum der Stadt Osnabrück, wurde 1998 eröffnet. Libeskind dazu: „Der Plan weist auf die Notwendigkeit einer Integration des Neuen und des Alten hin, jenseits der jeweiligen äußeren Erscheinung.“ Das Felix-Nussbaum-Haus war das erste Gebäude, das von ihm erbaut und eröffnet wurde.[20]

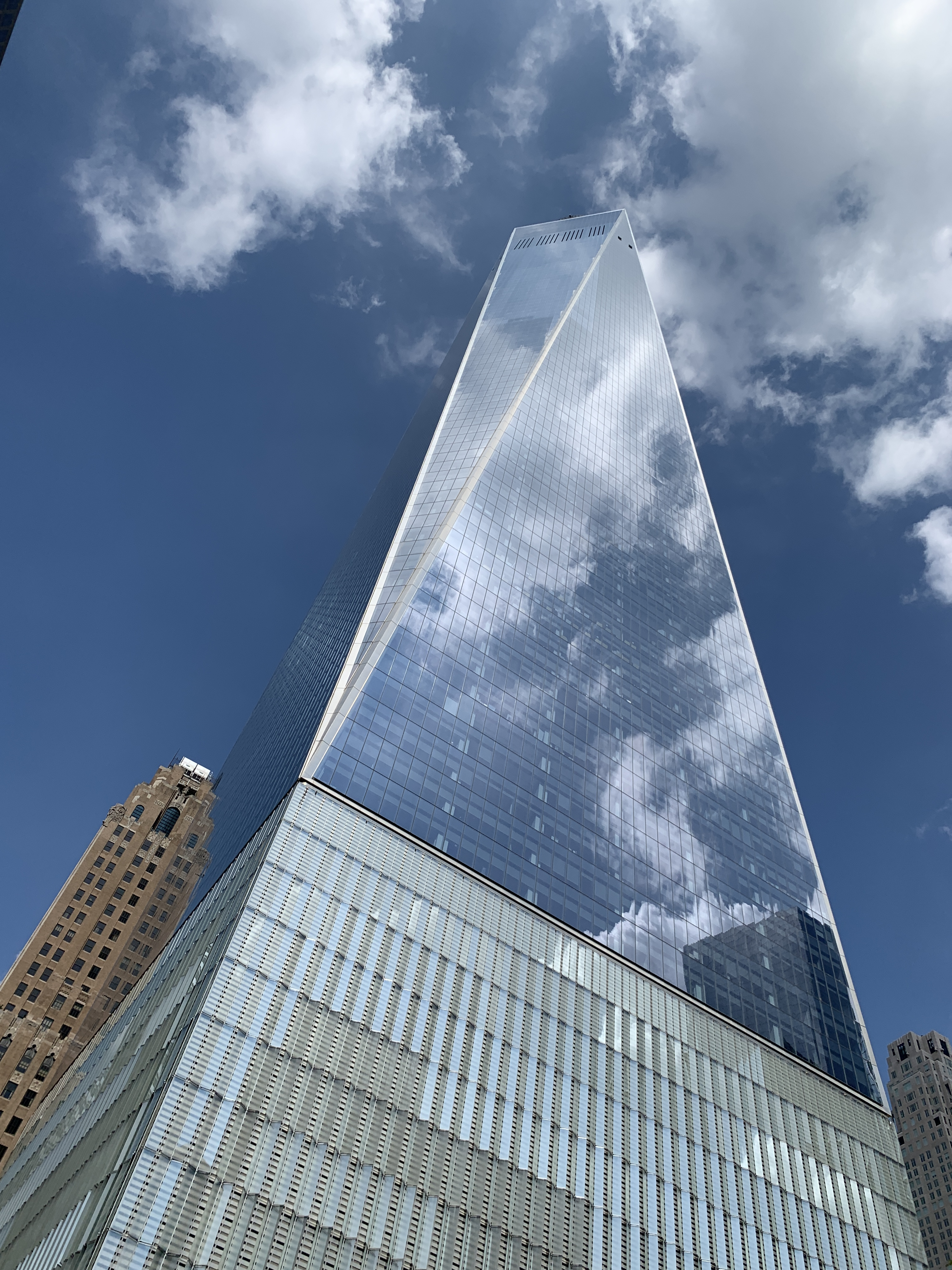
Freedom Tower des One World Trade Center in New York.

## Projekte
- The Spiral, Erweiterungsbau des Victoria and Albert Museums London. Entwurf von 1996 / 2004
- Konzerthaus Musicon Bremen, Entwurf von 1995
- JVC Universität in Guadalajara, Mexiko
- Shoah Centre in Manchester, England
- Beteiligung an der Reurbanisierung des ehemaligen SS-Geländes in Sachsenhausen
- Wettbewerb und Auftrag für das Bauprojekt Freedom Tower auf dem World-Trade-Center-Gelände in New York, 2003; Berater im Verlauf der Umsetzung
- Konzeptentwicklung für einen Campus der Zukunft der Leuphana Universität Lüneburg
- Verwaltungsgebäude der Firma Rheinzink in Datteln, genannt Libeskind Villa
- Beth Shalom, Reformsynagoge in München
- Vanke Pavilion, EXPO 2015 bei der Weltausstellung in Mailand
- Gare Thiers-Est, zusammen mit Février Carré Architectes, Fondimmo und dem Landschaftsarchitekten Jean Mus; Gewinn der Compagnie de Phalsbourg beim internationalen Wettbewerb der Stadt Nizza von 2017.[21]